# Loučeň
Loučeň (en allemand : Lautschin) est un bourg (městys) du district de Nymburk, dans la région de Bohême-Centrale, en République tchèque. Sa population s'élevait à 1 392 habitants en 2024.

## Géographie
Loučeň se trouve à 12 km au nord de Nymburk, à 17 km au sud-est de Mladá Boleslav et à 48 km au nord-est du centre de Prague.

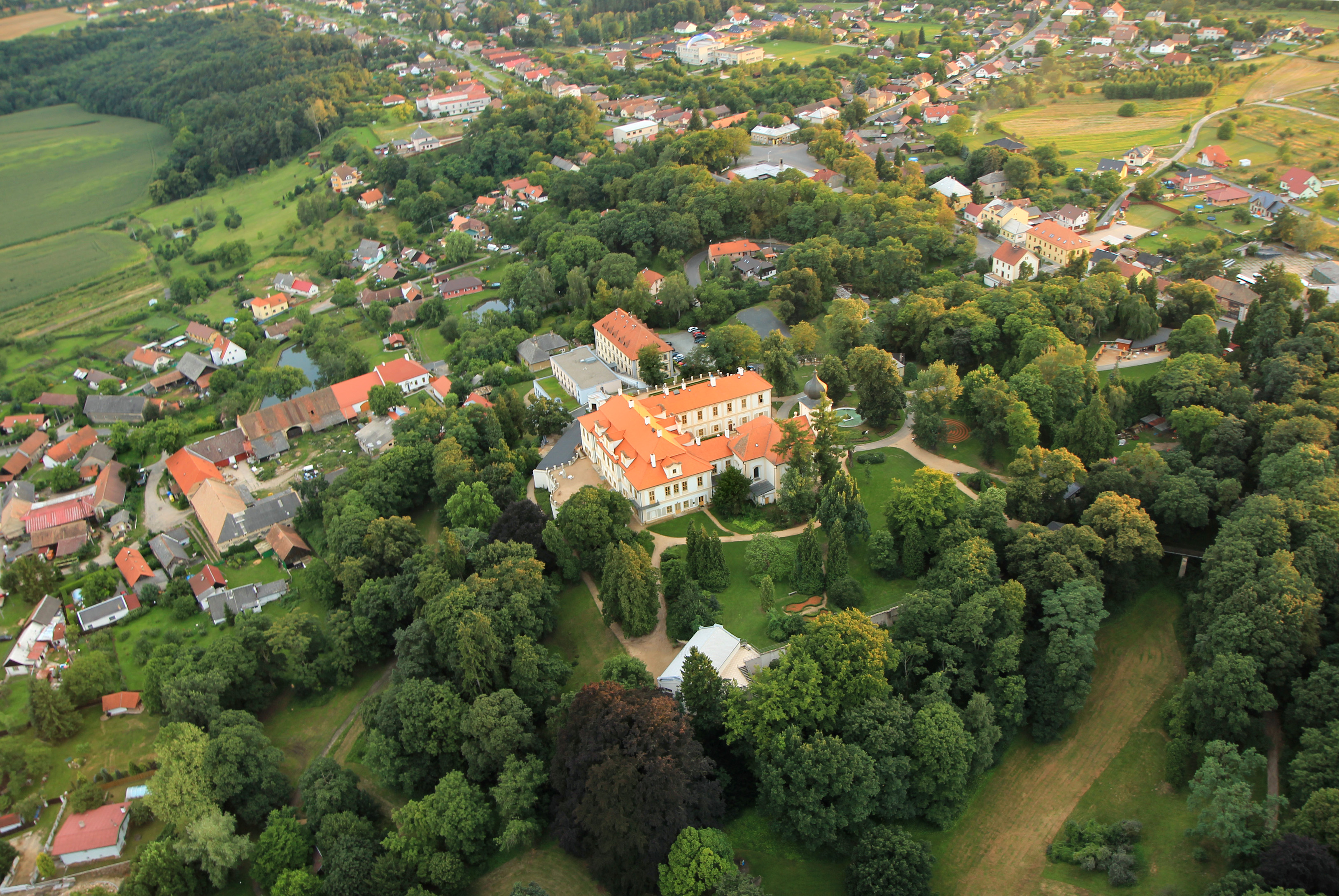
Vue aérienne de Loučeň.
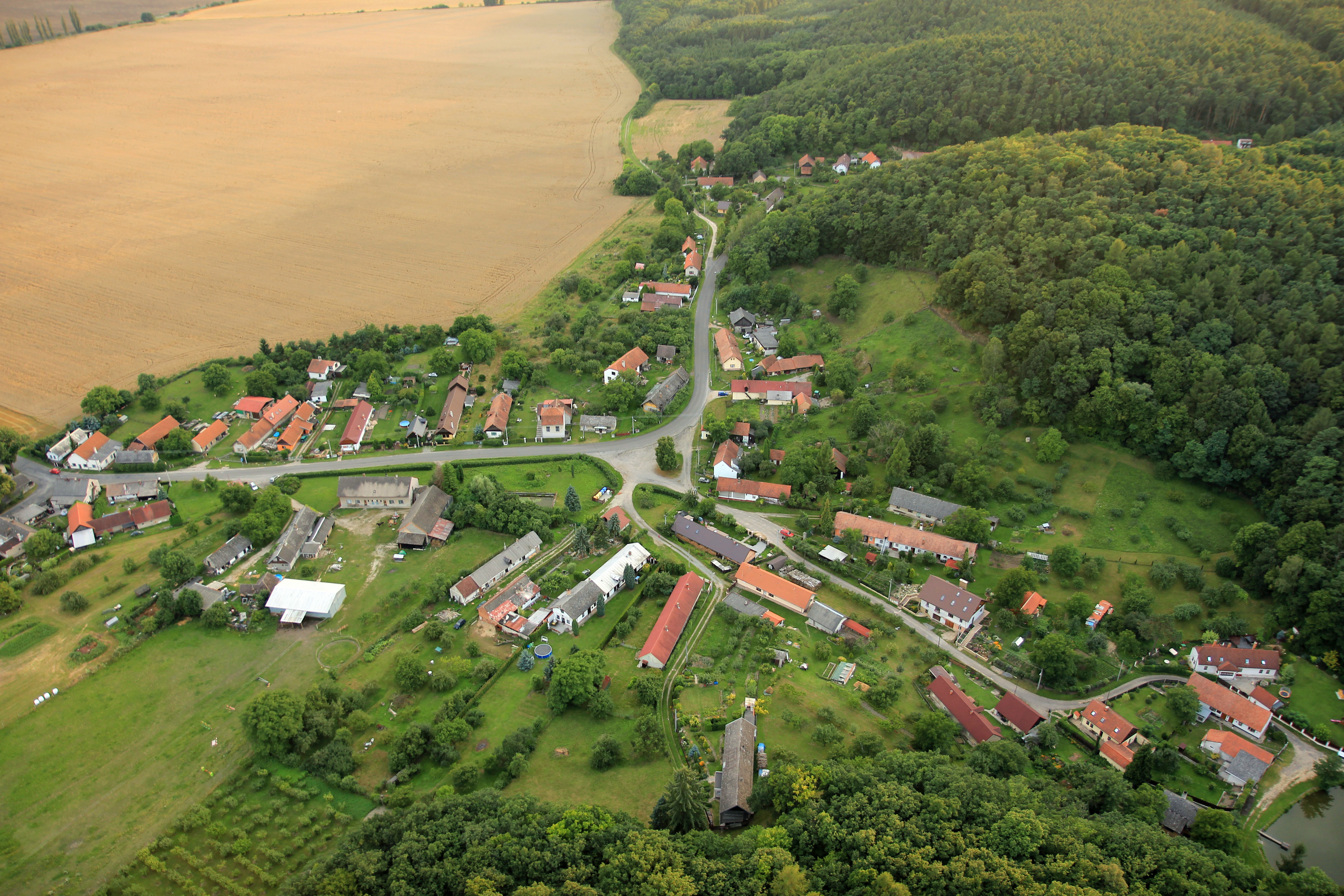
Le hameau de Studce.

La commune est délimitée par Chudíř et Jabkenice au nord, par Mcely à l'est, par Jíkev, Krchleby et Jizbice au sud, et par Vlkava et Smilovice à l'ouest.

## Histoire
La première mention écrite de la localité date de 1223. La commune a le statut de městys (bourg) depuis le 10 octobre 2006.

## Administration
La commune se compose de quatre sections :
- Loučeň
- Patřín
- Studce
- Studečky

## Galerie

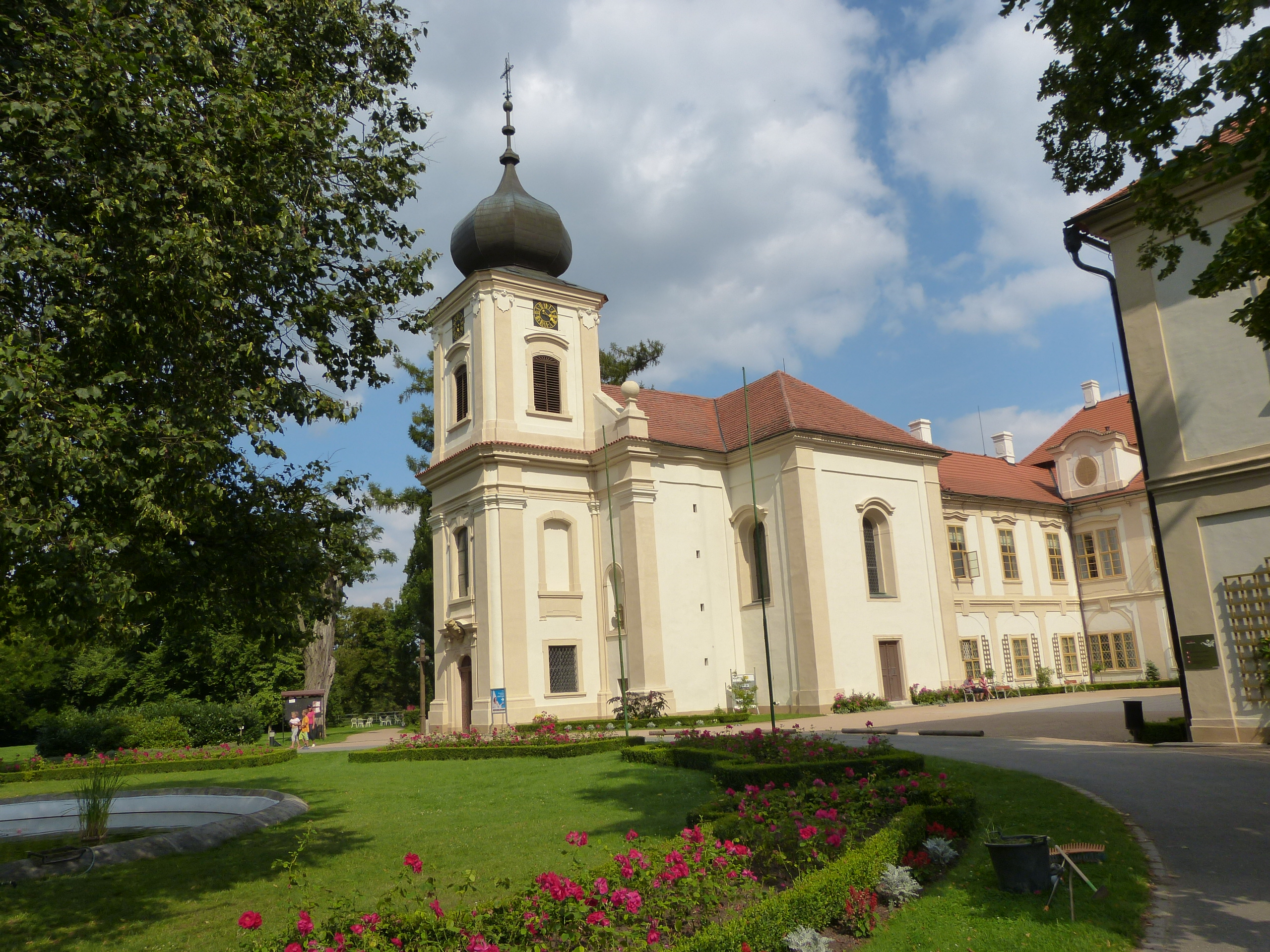
Château de Loučeň.
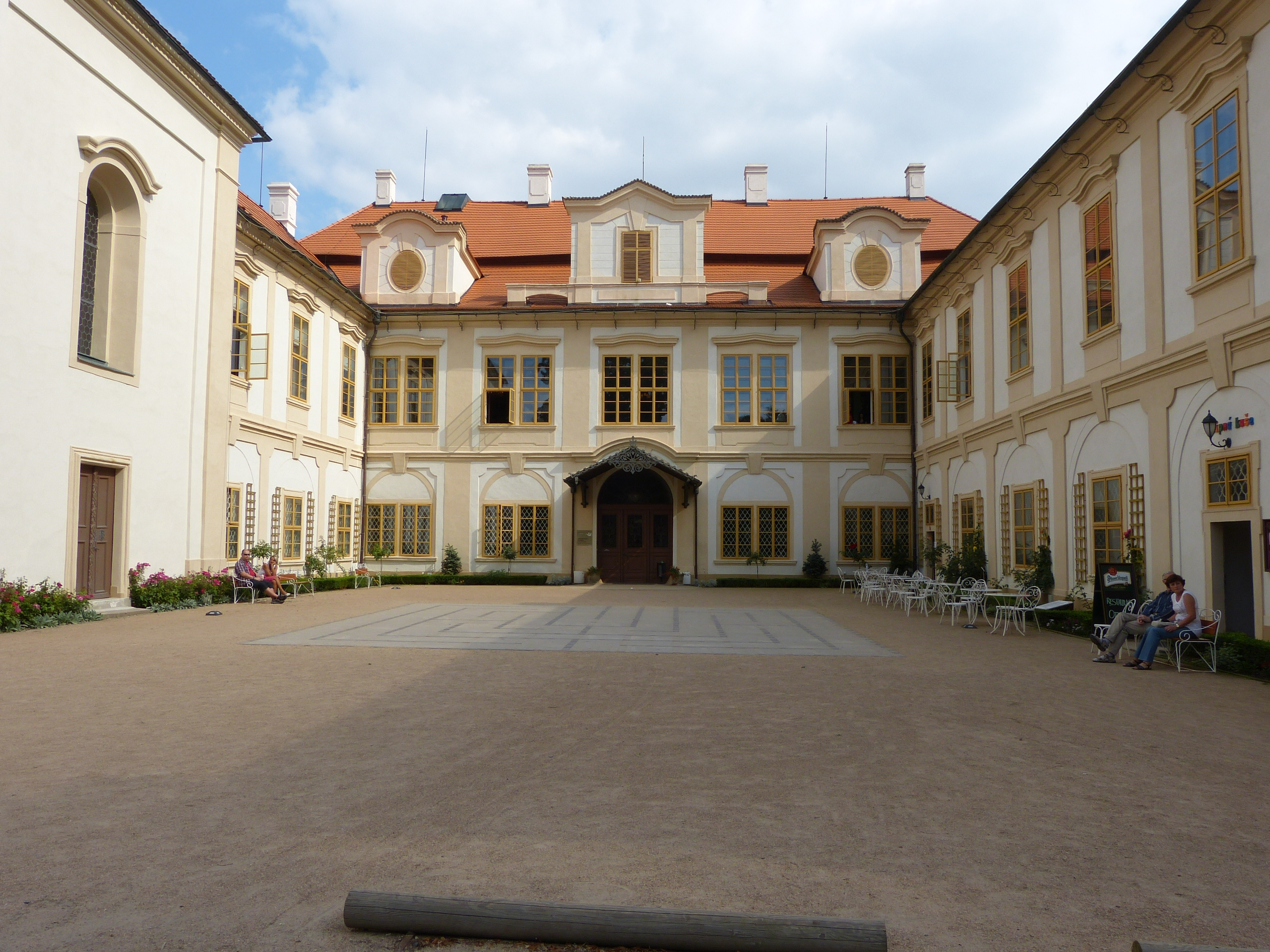
Cour intérieure du château.